# Szerbia
Szerbia, hivatalos nevén Szerb Köztársaság (szerb cirill: Република Србија, latin: Republika Srbija) délkelet-európai állam.
A Balkánon fekvő ország északon Magyarországgal, keleten Romániával és Bulgáriával, délen Észak-Macedóniával és Albániával, délnyugaton Montenegróval, nyugaton Bosznia-Hercegovinával és Horvátországgal határos. 
Az önmagát – kizárólag a helyi albán többség által – egyoldalúan 2008-ban függetlenné nyilvánító, ma már zömmel albánok lakta Koszovó jogállása vitatott. Szerbia mellett az ENSZ sem ismeri el Koszovó függetlenségét, és mind a mai napig ENSZ-irányítás alatt álló területnek tekintik a szuverén Szerbia területén (Szerbia alkotmánya értelmében Koszovó és Metóhia Autonóm Tartománynak nevezik a területet). A tartomány egyoldalú függetlensége sérti az ENSZ BT 1244-es határozatát is, amely 1999. június 10-én elismerte az akkori Jugoszlávia – amelynek a mai Szerbia a jogutódja – területi egységét. 
Szerbia közelmúltbeli történelmét Jugoszlávia legnagyobb államaként betöltött szerepe jellemzi. Jugoszlávia végleges felbomlása óta az 1992-ben alapított Jugoszláv Szövetségi Köztársaság és Szerbia és Montenegró államszövetségének "egyedüli jogutódja".
Tagja a Fekete-tengeri Gazdasági Együttműködésnek (BSEC) és a Közép-európai Szabadkereskedelmi Megállapodásnak (CEFTA), és más szabadkereskedelmi megállapodásokat is fenntart. Az ország gazdasági teljesítménye a délszláv háború következtében jelentősen visszaesett; de a 21. század elején valamelyest helyreállt.
2009 végén nyújtotta be európai uniós csatlakozási kérelmét és 2012 tavaszán megkapta a tagjelölt ország státuszát.

## Fekvése, határai
A Balkán-félsziget középső és északi részén, illetve a Kárpát-medence déli részén található. Északról Magyarország, keletről Románia és Bulgária, délről Albánia vagy Koszovó, Észak-Macedónia és Montenegró, nyugatról Bosznia-Hercegovina és Horvátország határolja. Szerbia egy tengerparttal nem rendelkező ország.

## Történelem

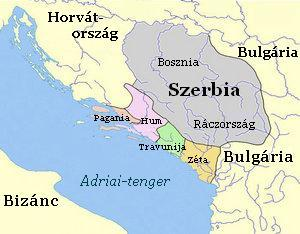
Szerbek által lakott területek a 8–9. században

Szerbiát a görög időkben a trákok lakták. Az első állam ezen a területen a Római Birodalom volt, amelynek több provinciája is osztozott az ország mai területén: Moesia az ország keleti részén, Dalmatia az ország keleti és középső vidékein, Pannonia a Duna és Száva közötti területeken, Dacia pedig a Temesköz vidékén terült el.
Az ország mai lakosai, a szerbek a 7. század második felében foglalták el a területet, valószínűleg bizánci hívásra. Ekkor még laza törzsszövetségben, transzhumáló pásztorkodókként együtt éltek a vlachokkal (a románok feltételezett őseivel). A bolgárok 986-ban meghódították ezt a területet, ám az ekkor megerősödő Bizánci Birodalom 1018-ban megszüntette az Első dunai bolgár birodalmat, ezzel Szerbia területe bizánci fennhatóság alá került.

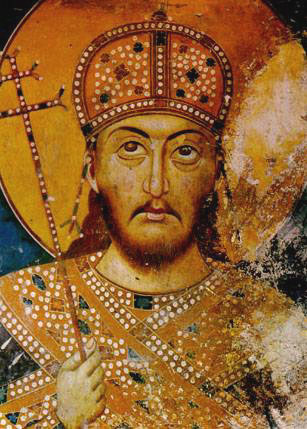
Dušan István a középkori Szerbia legnevesebb uralkodója

A szerb törzseket Nemanja István szerb fejedelem (Stefan Nemanja) nagyzsupán egyesítette, létrehozva 1190-ben a Szerb Fejedelemséget, amely 1217-ben Szerb Királyság néven függetlenedett Bizánctól, és megkezdődött Szerbia virágkora. A Nemanjićok 1166-1371-ig voltak Szerbia uralkodói.
Az ország legnagyobb kiterjedését Dusán a hatalmas (IV. István Uroš; ur.: 1331–1355) alatt érte el, amikor is Szerbia fennhatósága egészen az Égei-tengerig elért, illetve Albánia és Görögország északi része is hozzátartozott. Azonban az 1389-es rigómezei csata után a középkori szerb állam, különböző tartományurak vezetése alatt, török vazallus területekre bomlott. 1402-ben létrejött a szerb despoták állama, amely a Magyar Királyság és az Oszmán Birodalom állandó nyomásának volt kitéve. 1459-ben Szendrő eleste után Szerbia egész területe végleg török fennhatóság alá került. A szerb despotai cím Magyarországon élt tovább egészen 1537-ig.
A 17. század végén, majd a 18. század első felében nagy arányú kivándorlások történtek.
Az 1699-es karlócai béke során Magyarország visszakapta a török által meghódított területeit. Ezen területek rendkívül gyéren lakottak voltak, így sok szerb a magas török adóktól menekülve északra, azaz Magyarországra vándorolt. Részben ekkor népesült be szerbekkel a Délvidék, illetve északabbra a Duna menti területek. Ráckeve, Szentendre tipikusan ilyen város, valamint Szeged környékén Deszk, Újszentiván, Magyarcsanád.
1804. február 14-én Đorđe Petrović (avagy Karađorđe) vezetésével felkelés tört ki a janicsár hatalom és a vallási elnyomás ellen. A felkelés egész Šumadijára (mai Közép-Szerbia) kiterjedt. Harcukat Oroszország anyagilag és katonailag is támogatta – 1807 júniusában orosz-szerb szövetséget kötöttek –, de a későbbi orosz-török harcok befejezésekor ezt Oroszország beszüntette. 1813 októberében elesett Belgrád, decemberre összeomlott a felkelés, vezetői a mai Ausztriába menekültek.
A megtorlások miatt 1815 áprilisában Takovóból újabb felkelés indult ki Miloš Obrenović vezetésével, gyors sikerekkel. Orosz nyomásra az Oszmán Birodalomnak el kellett ismernie Szerbia széles autonómiáját (fennhatóság fejében), és Obrenović főkenézi méltóságát utódlási joggal.
Az 1826-os akkermani orosz-török szerződéssel Szerbia hűbéres fejedelemség lett, amit a drinápolyi béke (1829), majd a szultán (1830) megerősített. A Porta lekötöttségét kihasználva 1833-ban annektálta az első felkelés során elfoglalt, de akkor nem csatolt hat nahijét, amit szultán orosz nyomásra elismert.
1878-ban, az orosz–török háború után sikerült orosz támogatással teljesen függetlenednie, amikor is a törököket Koszovó és a novi pazari szandzsák kivételével az egész országból sikerült kiszorítani.
Az első Balkán-háború során (1913-ban) Szerbia megszerezte mai területét (a Vajdaságot leszámítva) és Észak-Macedónia területét.
A boszniai szerb nemzetiségű Gavrilo Princip által elkövetett szarajevói merénylet adta a közvetlen okot az első világháború kirobbantására. Az Osztrák–Magyar Monarchia által megtámadott Szerbia végül az Antant segítségével a nyertesek között szerepelt az I. világháborúban, ezért Szerbia, Bosznia-Hercegovina, Horvátország és az Ausztria területétől elcsatolt Szlovénia (addigi nevén Krajna) egyesüléséből létrejövő Szerb–Horvát–Szlovén Királyság a trianoni békekonferencián a Magyarországtól elcsatolt Délvidéket is megkapta. Az itt kialakított a Vajdaság területén jelentős német, magyar és egyéb nemzetiségű lakosság került kisebbségi sorba. Az ország déli tartományát, Koszovót ugyanakkor albán többség lakta.
Az egységes állam 1929-ben a Jugoszlávia (jugoszláv = „délszláv”) nevet vette fel. A második világháborúban az állam megszűnt és Szerbia a Harmadik Birodalom, illetve a Magyar Királyság (Bácska) megszállása alá került. A megszállt területeken a német és a magyar megszállók számos kegyetlenkedést követtek el a szerb lakosság ellen, a zsidó lakosságot pedig koncentrációs táborokba hurcolták. (Lásd: Újvidéki vérengzés (1942)). A horvát usztasák a szerbek ellen valóságos népirtást folytattak. (lásd: Ante Pavelić) Szerbiában a német megszállók ellen elsőként Draža Mihailović vezetésével a királyhoz hű szerb csetnikek kezdték meg a harcot. Valamivel később Josip Broz Tito marsall vezetésével nagyszabású partizánmozgalom bontakozott ki a német csapatok ellen. 1944 őszén a partizánok tömeges népirtást követtek el a német és magyar polgári lakosság ellen. (Lásd: Délvidéki vérengzések.)
1945-ben újra egyesültek a délszláv területek. Az új alkotmány elfogadásával Jugoszlávia „népi demokrácia” lett, de 1948-ban sikerült szakítania a sztálinista Szovjetunió által vezérelt szocialista blokkal. 1961-től kezdve Tito marsall vezetésével Jugoszlávia nyugatias jellegű állammá vált, amely egészen a legutóbbi délszláv háború kitöréséig (1991) a térségben viszonylag fejlett államnak számított.
A délszláv háború során, 1992-re a korábbi szocialista Jugoszlávia felbomlott, a tagköztársaságokból független államok jöttek létre. Jugoszlávia, Bosznia-Hercegovina, Észak-Macedónia, Horvátország és Szlovénia teljesen önállóan működtek tovább.
Horvátországhoz és Bosznia-Hercegovinához hasonlóan Jugoszlávia is menedéket nyújtott a délszláv háborús bűnösöknek, ezért nemzetközi helyzete a 90-es évek során fokozatosan romlott, amit az országot sújtó gazdasági válság is tetézett. Végül, 1999-ben, a koszovói etnikai tisztogatásokat követően a NATO légi csapásokat mért az országra. 2000 októberében a Slobodan Milošević vezette rezsim megbukott. Slobodan Milosevićet mint háborús bűnöst letartóztatták, és kiadták Hágának. Milosević 2006-ban cellájában keringési elégtelenségben elhunyt.
Jugoszláviában jelentős demokratikus átalakulás zajlott. Politikai életében azonban továbbra is kísértenek a múlt árnyai. Erre példa Zoran Đinđić, volt miniszterelnök meggyilkolása.
Az utóbbi száz év során Szerbia határai többször és jelentősen változtak, és számos államalakulatnak volt a tagja: Szerb-Horvát-Szlovén Királyság 1918-1941-ig, 1941 és 1944 között német megszállás alatt, 1945 és 1992 között Szerbia újra Jugoszlávia része (egyike a délszláv államot alkotó hat köztársaságnak a két autonóm tartománnyal, a Vajdasággal és Koszovóval együtt). 1992 és 2003 között Szerbia és Montenegró közösen alkotta a Jugoszláv Szövetségi Köztársaságot. A 2003. február 4-én létrejött megegyezés alapján ez az államalakulat Szerbia és Montenegró néven államszövetséggé alakult.
2006. május 21-én Montenegró lakosai megszavazták az elszakadást az államszövetségtől, Montenegró pedig június 3-án hivatalosan is kikiáltotta függetlenségét, ezáltal az államszövetség felbomlott. A nagyobb rész Szerbia Köztársaság néven létezik tovább.
2008. február 17-én kiáltották ki Koszovó függetlenségét. „Koszovó a mai naptól büszke, független és szabad” – jelentette ki Hashim Thaçi koszovói miniszterelnök vasárnap a pristinai parlament rendkívüli ülésén. Szerbia visszautasítja a függetlenséget. 2011. áprilisi adatok alapján 75 ország ismerte el Koszovót.
2012-ben az Európai Tanács hozzájárult ahhoz, hogy Szerbia megkapja az EU tagjelölti státuszt. de az ország csatlakozása az Európai Unióhoz 2025-nél hamarabb nem valószínű.
- Lásd még: Szerbia csatlakozása az Európai Unióhoz
- Lásd még: Szerbia uralkodóinak listája
- Lásd még: Koszovó függetlenségét elismerő országok

## Földrajz

Szerbia folyói, vízgyűjtői

### Domborzat
Az Alföld déli vidéke a Száva és a Duna vonalától délre végződik, de a Morava-völgyben mélyen benyúlik a Balkán-félszigetre. Ettől a völgytől nyugatra helyezkedik a Dinári-hegység, amely Montenegró területén át egészen az Adriai-tenger partjáig fut. Keletre a Balkán-hegység és a Szerb-érchegység emelkednek kisebb folyóvölgyekkel, medencékkel. Szerbia legmagasabb pontja Koszovó területén, a Prokletije hegységben található 2656 m magas Đeravica. Központi részének legmagasabb csúcsa pedig a Balkán-hegységben található 2169 m magas Midžor.

### Vízrajz
Legjelentősebb folyói: Duna, Tisza, Nagy-Morava, Száva, Drina és Temes.
A Tisza itt ömlik bele a Dunába, Titeltől 10 km-re délre. A Száva Belgrádnál ömlik a Dunába, a Morava pedig Szendrőnél.

### Éghajlat
Éghajlatát Eurázsia szárazföldi részei, valamint az Atlanti-óceán és a Földközi-tenger befolyásolja. Északon az éghajlat inkább kontinentális, hideg telekkel, forró, párás nyarakkal, valamint viszonylag egyenletesen eloszló csapadékkal. Délen a nyár és az ősz szárazabb, a telek viszonylag hidegek, a hegyekben erős havazással.

### Növény- és állatvilág
Szerbia flórája és faunája igen gazdag a változatos éghajlatnak köszönhetően. Északon az Alföldet sztyepp fedi. Mára nagy részét feltörték a mezőgazdasági művelés számára. Kevés erdő maradt, főleg a folyók és csatornák mellett. A művelt területek erdőfoltjai apróbb állatoknak, valamint szarvasoknak és őzeknek nyújtanak menedéket. Gyümölcsösök és művelt erdők is találhatók. A vadállatok között fellelhető a vaddisznó, a farkas, a róka és (Bánságban, a Kárpátok lábainál) egy-két eltévedt medve is.
A középső és a déli régiókban és a hegyekben lombhullató (például tölgy) és tűlevelű fák egyaránt megtalálhatóak. A fauna a Balkán-félsziget többi országára jellemző.
- Lombhullató erdők: tölgy, bükk, szil, nyárfa, nyír, juhar, fűzfa, akác stb.
- Örökzöld erdők: különféle fenyőfajták, tiszafa.
- Gyümölcsösök: alma, körte, szilva, dió, eperfa, kajszibarack, cseresznye, berkenye stb.
- Vadállatok: szarvasfélék, mezei nyúl, mókus, róka, vaddisznó, farkas, medve stb.
- Madarak : vízimadarak, fecskefélék, cinegefélék, veréb, rigó, pacsirta, sas, bagoly, karvaly, galamb stb.
- A folyókban, mocsarakban és tavakban sokféle halfaj megtalálható.

#### Nemzeti parkok

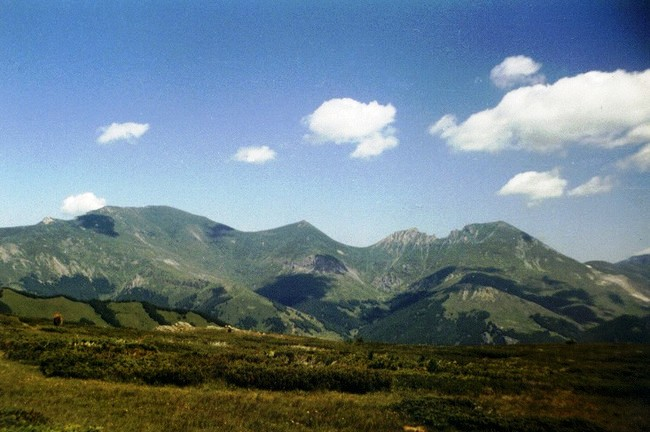
Tájkép a Šarban

Szerbia területén öt nemzeti park van:
- Kopaonik-hegység Nemzeti Park (12 000 ha)
- Tara Nemzeti Park (19 200 ha)
- Fruška gora (Tarcal-hegység) Nemzeti Park (22 000 ha)
- Šar-hegység Nemzeti Park(39 000 ha)
- Đerdap (Vaskapu-szoros) Nemzeti Park (64 000 ha)

Meg kell jegyezni, hogy ezek közül a Šar-hegység a bizonytalan státusú Koszovó területén van.

### Környezetszennyezés
Háború
Az 1999-es NATO-bombázás és a koszovói háború súlyos környezeti károkat okozott. A lebombázott ipari létesítményekből, vegyi üzemekből toxikus anyagok tömege került a környezetbe. A bombázások során használt grafit szálak súlyos károkat okoztak az élővilágban. A becsapódáskor elporló szegényített urán lőszerek bizonyos területeken komoly nehézfém szennyezést okoztak.
Szerbia jelentős Európai Uniós támogatással több rehabilitációs programot is indított.
Légszennyezés
A gyárakból és üzemekből kibocsátott levegőszennyezés jelentős probléma, főleg Bor térségében a rézbányászati és olvasztó komplexum munkája miatt, valamint Pancsován, ahol petrolkémiai ipar működik.
Belgrádot a 2010-es évek végén a légszennyezés tekintetében a világ legrosszabb öt nagyvárosa közé sorolták. Egy 2019. végi jelentés alapján Európában Szerbiában a legrosszabb a helyzet, a szennyezéssel összefüggő halálesetek számát tekintve. A fővárost szénerőművek és az azokat tápláló lignitbányák veszik körül. A szennyezés nagy része a téli félév fűtéséből, továbbá a járművek kipufogógázából származik.
Az országot azzal vádolják, hogy adatok manipulálásával próbálja kisebbíteni légszennyezési problémáját.
Vízszennyezés
Egyes városok vízellátási problémákkal küzdenek a rossz gazdálkodás és a múltbeli alacsony beruházások, valamint a vízszennyezés miatt, ami Kraljevot és az arzén jelenléte miatt Zrenjanin városát is érinti.
2020 táján Belgrád szennyvizének jó része tisztítatlanul kerül a Dunába és a mellékfolyóiba. A város kb. egyharmadának szennyvize nem kapcsolódik semmilyen szennyvízkezelő rendszerhez, hanem tartályos teherautók szállítják el azt, majd közvetlenül a folyóba ürítik a tartalmukat. A szennyvízcsatornába kerülő fekália zöme is tisztítatlanul a folyóba kerül.
Hulladékgazdálkodás
Az egyik legfontosabb környezeti problémaként azonosították a nem megfelelő hulladékgazdálkodást. 2022-ben az országban csak tizenegy egészségügyi hulladéklerakó van, míg 138 nem egészségügyi, a környezetet mérgező hulladéklerakó, amelyek be vannak tiltva az Európai Unióban. Ezeken túl több ezer illegális szemétlerakó van. A rossz hulladékgazdálkodás és a hanyag, balkáni hozzáállás már régóta gondokat okoz; a fákon sok helyen szélfútta nejlonzacskók lógnak, szemétszigetek úsznak lefelé a régió folyóin, időnként egész folyók és tavak válnak „szemétlefolyóvá vagy dombbá”.

## Politika és közigazgatás

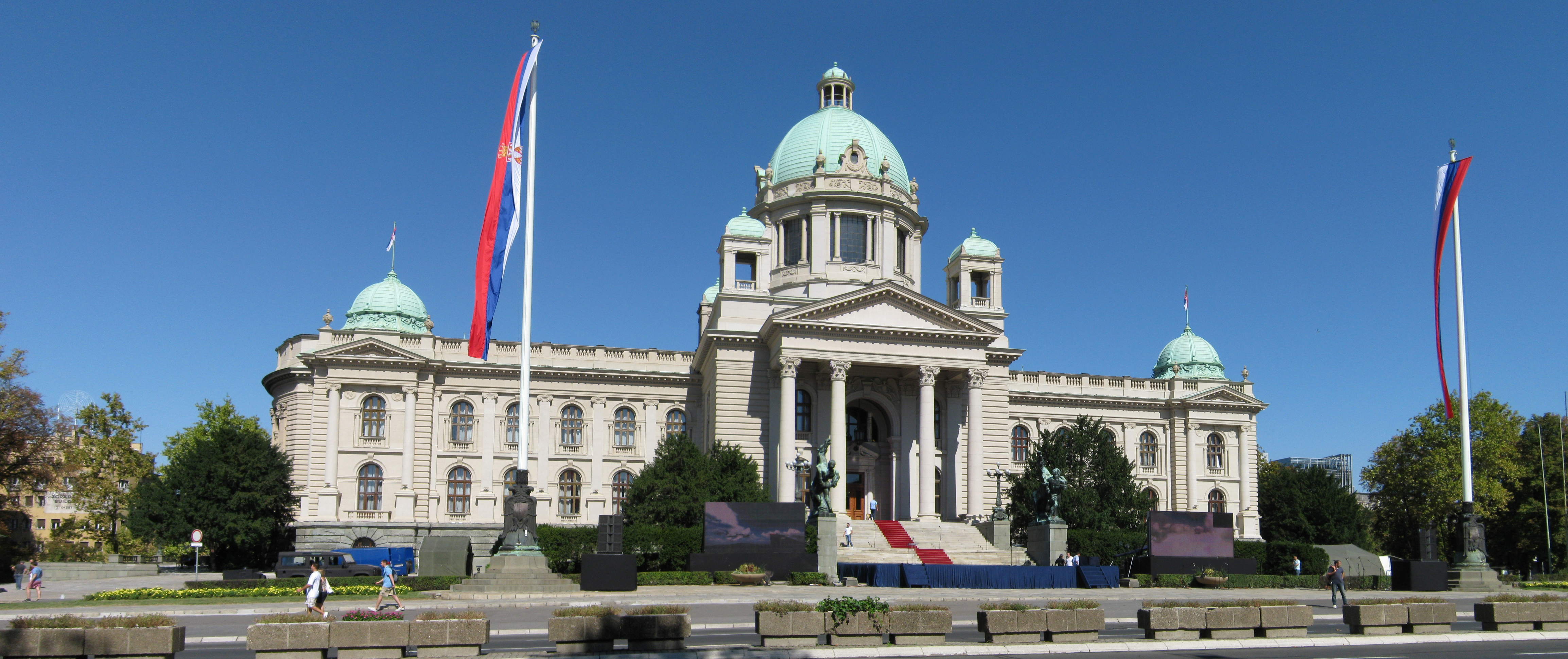
A parlament épülete

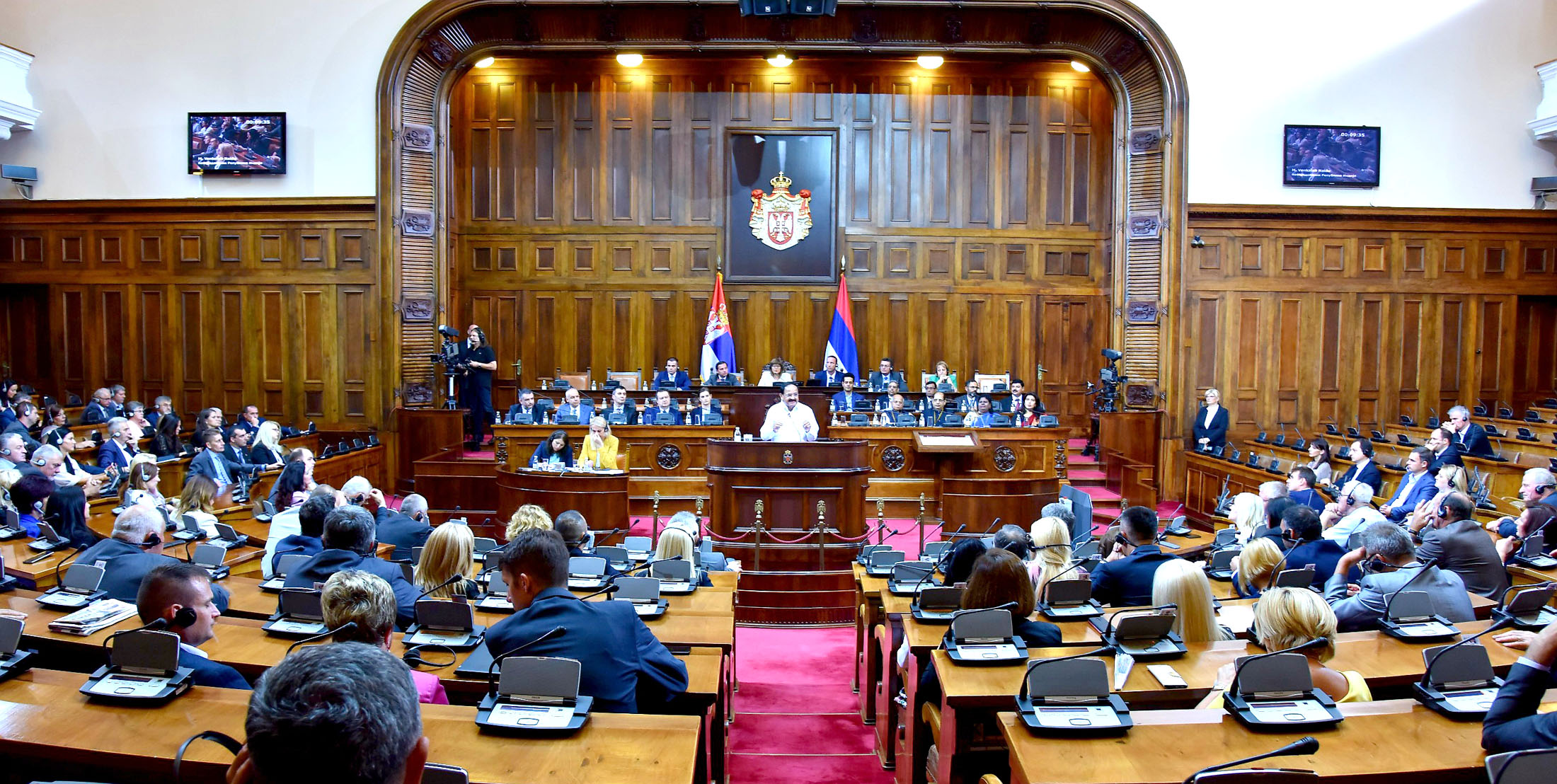
A parlament ülésterme

### Államforma, alkotmány
Az ország egy unitárius parlamentáris köztársaság. Alkotmányát 2006-ban hozták.
A törvényhozást a parlament (narodna skupština) gyakorolja, mely 250 tagból áll. A képviselőket részarányos (proporcionális) rendszerben választják meg. Az általános választási küszöb 5 százalékos, míg a kisebbségi pártokra a természetes bejutási küszöb vonatkozik. A törvényhozás menete teljes mértékben egyezik bármely más európai parlament döntéshozatali rendszerével.
A végrehajtó hatalmat a kormány (vlada) gyakorolja, melynek élén a miniszterelnök áll. Mint minden parlamentáris demokráciában a parlament nevezi ki a kormány tagjait.

### Belpolitika
2006-ban új alkotmányt fogadtak el. A parlamenti választásokon 2007-ben a Szerb Radikális Párt kapta a legtöbb szavazatot. Összesen 81 mandátumot szerzett a Szerb Radikális Párt, a Demokrata Párt 64 mandátumot,a Szerbia Demokrata Párt-Új Szerbia koalíció 47 mandátumot, a G17 Plusz 19 mandátumot, a Szerb Szocialista Párt 16 mandátumot, Liberális Demokrata Párt-Szerb Polgári Szövetség-Szociáldemokrata Unió-Vajdasági Szociáldemokrata Liga koalíció 15 mandátumot, a Vajdasági Magyar Szövetség 3 mandátumot, a bosnyák Szandzsáki Koalíció 2 mandátumot, az Albán koalíció 1 mandátumot, a Szerbiai Romák Uniója 1 mandátumot és a Roma Párt 1 mandátumot szerzett.
A Demokrata Párt a Szerbiai Demokrata Párt-Új Szerbia és a G17 Plusz alkottak kormányt. A kormányfő Vojislav Koštunica maradt a Szerbiai Demokrata Párt vezetője. A kormány jövője megalakulása óta bizonytalan. A Demokrata Párt és a G17 Plusz az európai integrációkat helyezik előtérbe míg a Szerbiai Demokrata Párt a koalíciós partnereivel együtt oroszbarát politikát folytat. A 2008-as elnöki választásokat Boris Tadić nyerte aki ezzel megvédte mandátumát. Legnagyobb ellenfele a radikális Tomislav Nikolić volt. Tadić győzelmét főleg a kisebbségeknek és a polgári lakosságnak köszönheti.
Koštunica miniszterelnök 2008. március 8-án lemondott. Az ezt követő parlamenti választásokon a Demokrata Párt győzött, s sokat vitatott koalíciót hozott létre a Szerbiai Szocialista Párttal. Az előbb említett koalíció, a G17 Plusz és kisebb képviselőcsoportok alakítottak kormányt, melynek elnökévé Mirko Cvetkovićot választották.
2008-ban belső viták következtében, melyek elsősorban Tomislav Nikolić személye körül forogtak, felbomlott az addig igen erős ám egyre gyengülő tendenciát mutató Szerb Radikális Párt, s Nikolić csakhamar megalakítja új pártját, a Szerb Haladó Pártot, mely a radikális szavazótábor nagy részét magával látszik vonni.
A 2012. május 6-án megtartott általános választásokon (elnökválasztás, parlamenti és helyhatósági választások) a Tomislav Nikolić vezette Szerb Haladó Párt aratott győzelmet megelőzve a Boris Tadić vezette Demokrata Pártot. Az elnökválasztáson is Nikolić győzött, aki választási ígéretét betartva lemondott pártelnöki tisztségéről elnöki tisztségébe lépését megelőzően. Az új kormányt a Szerb Haladó Párt, a Szerbiai Szocialista Párt, a Szerbiai Egyesült Régiók, a Demokrata Párt frakciójából kivált Rasim Ljaljić vezette Szerbiai Szociáldemokrata Párt és a Szandzsáki Demokratikus Akciópárt alakították meg. Ivica Dačićot, a szocialisták vezetőjét választották a kormány elnökévé.
2020 júniusában a populista Haladó Párt (SNS) szerzett elsöprő győzelmet.
2020-ban az Economist Intelligence Unit az országot a "hibás demokráciák" közé sorolta.

#### Államfők
- Szerbia államfőinek listája

#### Kormányfők
- Szerbia kormányfőinek listája

#### Főbb pártok
Bár Szerbia a többpártrendszert alkalmazza, számos politikai párttal, 2012 óta a populista Szerb Haladó Párt (SNS) meghatározó hatalmat szerzett a szerb politikában, beleértve a tekintélyelvűségre való átállást és a szerb ellenzék elnyomását.
- Szerb Haladó Párt (SNS)
- Demokrata Párt (Szerbia)
- Szerb Radikális Párt
- Liberális Demokrata Párt (Szerbia)
- Szerbiai Demokrata Párt
- Szerbiai Egyesült Régiók
- Szerbiai Szocialista Párt
- Magyar Remény Mozgalom (MRM)
- Vajdasági Magyar Szövetség
- Magyar Polgári Szövetség (MPSZ)

### Jogállamiság és korrupció
A Freedom House 2022-es jelentése az országot a »részben szabad« kategóriába sorolta. A jelentés alapján a kormányzó Szerb Haladó Párt (SNS) folyamatosan nyirbálta a politikai jogokat és a polgári szabadságjogokat, nyomást gyakorolva a független médiára, a politikai ellenzékre és a civil társadalmi szervezetekre. A megfigyelők számos szabálytalanságról számoltak be a politikai kampány során és a választás során.
Az alkotmány és a jogszabályi keret a hatalmi ágak szétválasztását írja elő, a törvényhozó, az igazságszolgáltatás és a végrehajtó hatalom között. Valójában a végrehajtó hatalom dominál a törvényhozó felett. A végrehajtó hatalom parlamenti felügyelete továbbra is tisztán formális marad, és nem biztosítja a végrehajtó hatalom demokratikus elszámoltathatóságát.
Magyarországhoz hasonlóan magas rangú köztisztviselőket ritkán találnak bűnösnek korrupcióban vagy más bűncselekményekben, ugyanakkor a kormány és a hozzá lojális médiaorgánumok korrupciós vádakat alkalmaznak a kormány bírálói ellen. A 2020-as évek elején a médiaszabadság és a pluralizmus továbbra is komoly és egyre növekvő kihívásokkal néz szembe.
Az oknyomozó újságírók nagy horderejű leleplezései, amelyek a kormány tagjait korrupcióval vádolják, a szilárd bizonyítékok ellenére sem keltik fel az ügyészség figyelmét. Az igazságszolgáltatás és az ügyészség nem mentes a politikai befolyástól, a végrehajtó hatalom befolyása alatt áll, számos korrupciós botrány elkerüli a nyomozást és tovább sújtja az eredménytelenség, a nepotizmus és a korrupció.
A belügyminiszter (Vulin) például nem tudta megmagyarázni a lakásvásárláshoz használt 200 ezer euró forrását, míg másokat a Panama-akták említenek, és bűnbandákkal folytatott üzleti tranzakciókkal vádolnak.

### Közigazgatási beosztás

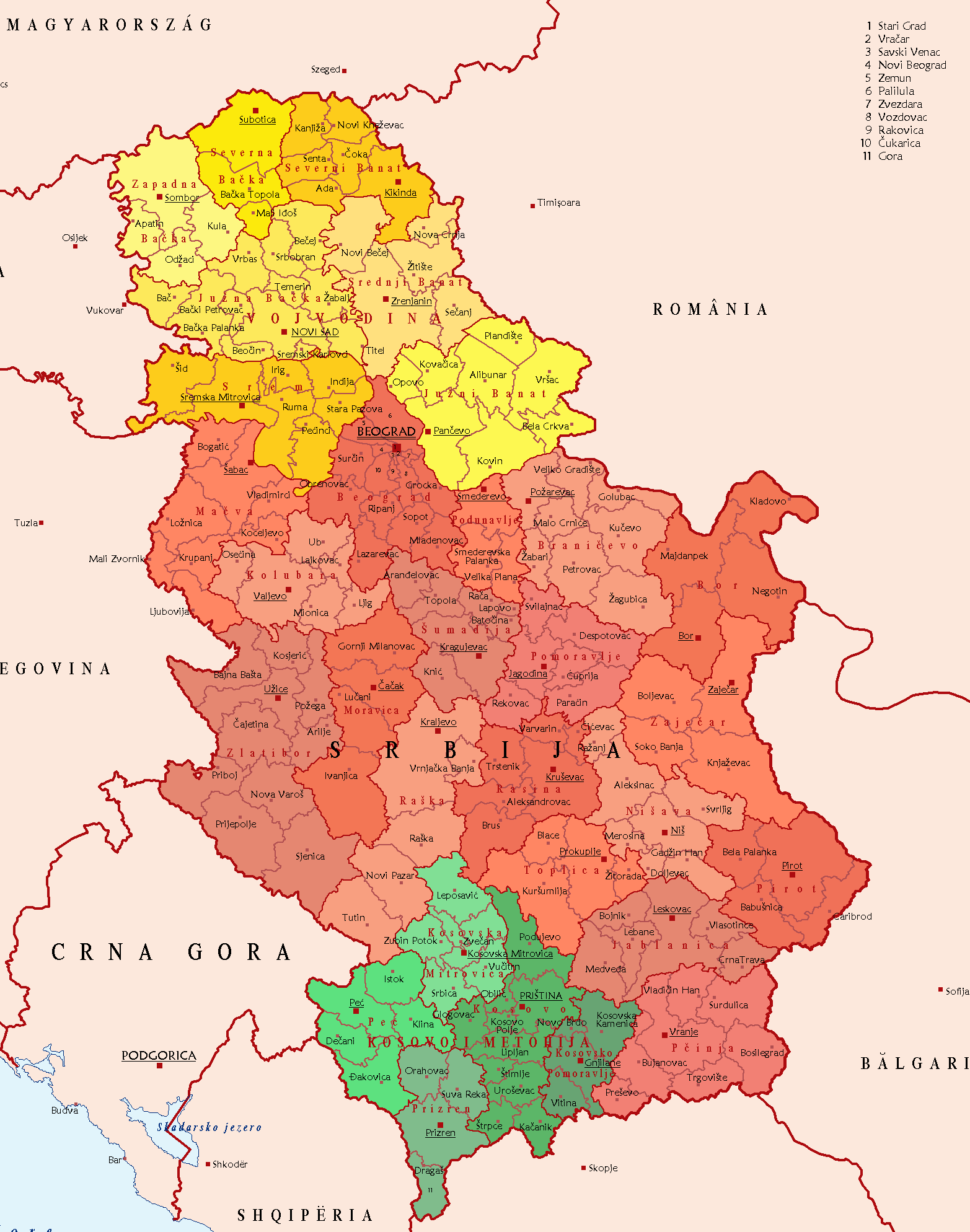
Tartományok, körzetek és községek Szerbiában

A Szerb Köztársaság a következő közigazgatási egységekre bontható fel: autonóm tartományok, körzetek, községek.
Két autonóm tartománya a Vajdaság és Koszovó. 2008. február 17-én Koszovó albán vezetése egyoldalúan kikiáltotta a tartomány függetlenségét, jelenleg az Egyesült Nemzetek Ideiglenes Koszovói Közigazgatási Missziójának (UNMIK) közigazgatása alatt van.
Szerbia kormánya a területén 29 körzetet (és Belgrád főváros, amely egymagában régió, körzet és főváros) ismer el.

### Védelmi rendszer
A Szerb Haderő még ma is meghatározó a Balkánon. Az egykori Nagy-Jugoszláviának (JSZSZK) nagy és erős hadserege volt, amitől még a nyugat is rettegett. A délszláv háborúban súlyos veszteségek érték a haderőt, főleg a légierőben, ugyanis a repülőgépek nagy részét a NATO bombázások alatt a repülőtéren megsemmisítették. A tönkrement eszközök pótlását 2000 óta megkezdték, azóta folyamatos az újítás. A Szerb Hadsereg (Vojske srbije – Војске Србије) főleg keleti, és szovjet eszközökkel dolgozik, de manapság érdeklődnek a nyugati eszközök iránt is, és van saját gyártású vadászgépük, a Galeb.

### Állami jelképek
Lásd még: Szerbia címere, Szerbia himnusza, Szerbia zászlaja
A jelenleg hatályban lévő nemzeti szimbólumokat, a zászlót, címert és himnuszt a szerb parlament 2004. augusztus 17-én egyhangúlag megszavazta.
A címer bevezetése a szerb királyi címer visszaállítását jelentette, szimbólumai a kétfejű sas, a kereszt és rajta a Nemanjić-dinasztia koronájával.
Szerbia nemzeti himnusza a 19. században keletkezett Bože pravde (Igazság Istene), melynek zenéjét Davorin Jenko szerezte, szövegét Jovan Đorđević írta.
Az ajánlás alapján a szerb parlament kétféle zászlót fogadott el, egy nemzeti és egy állami zászlót.

Szerbia nemzeti zászlaja három egyenlő vízszintes sávból áll, amelyek az orosz zászló fordítottjaként rendre piros, kék és fehér színűek. Az állami zászló ezzel megegyező, Szerbia nemzeti címerével kiegészítve.

## Népesség
Szerbia az 1990-es évek eleje óta demográfiai válságot él át, a halálozási arány folyamatosan meghaladja a születési arányt. Nagyon sokan elhagyták az országot és népessége világszinten is gyors ütemben fogy.

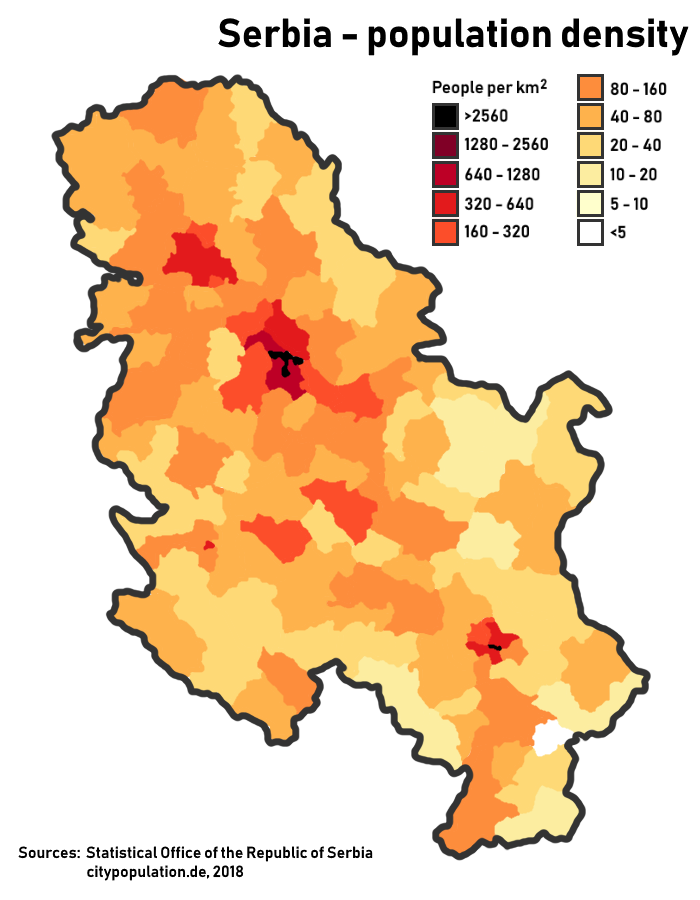
Szerbia népsűrűsége 2018-ban

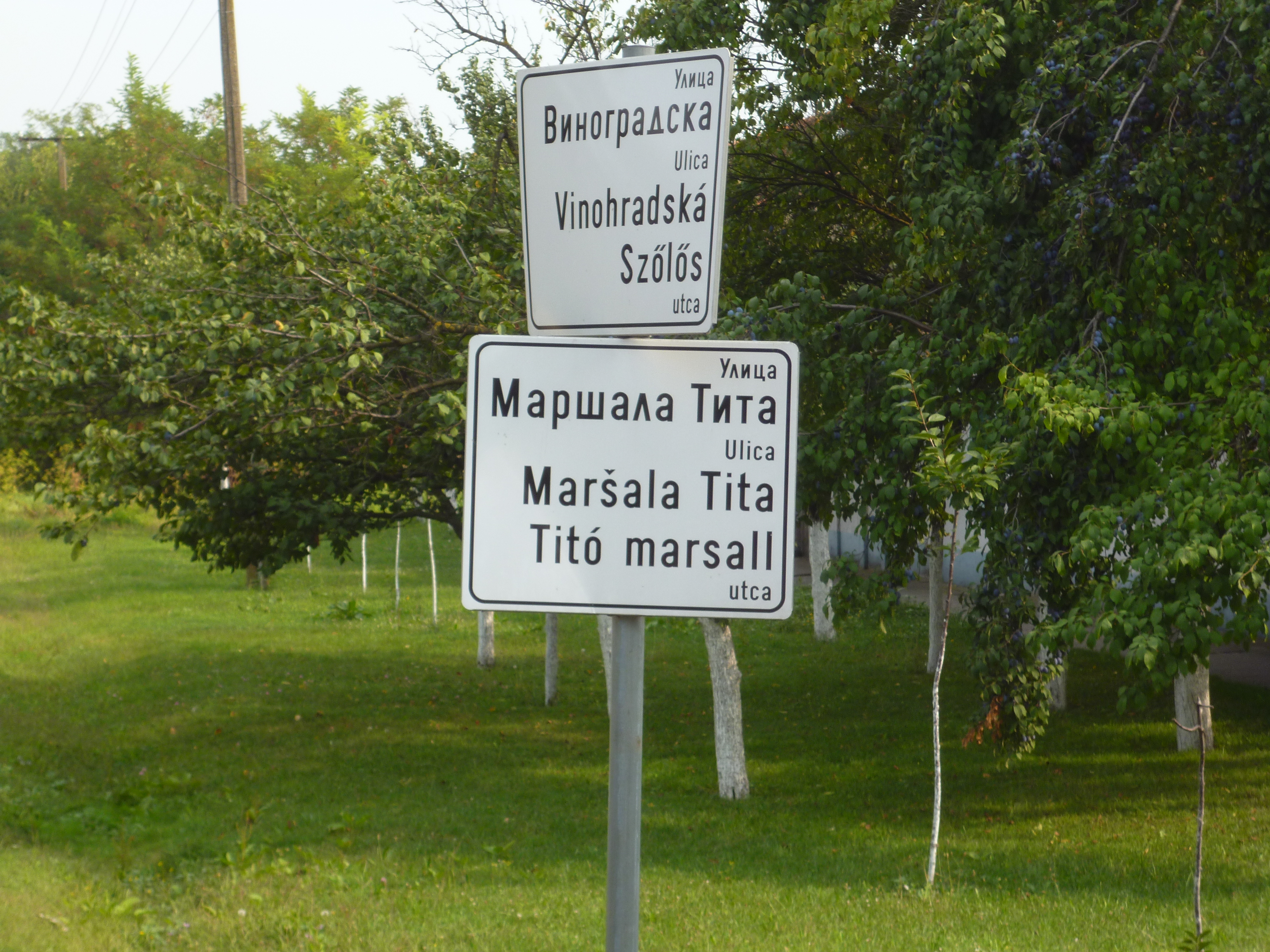
Utcanévtábla három nyelven (szerb, szlovák és magyar), a vajdasági Belo Blato községben.

Becsült népessége 2023-ban, Koszovó nélkül: 6,6 millió fő.

### Népességének változása
| Lakosok száma | 7 041 599 | 7 022 268 | 6 647 003 | 6 605 168 |
|               | 2016      | 2017      | 2022      | 2024      |

### Legnépesebb települések
Szerbia legnépesebb városai:
- a főváros Belgrád (Beograd),
- Újvidék (Novi Sad)
- Niš
- Pristina[43] (Prishtinë)
- Kragujevac

### Etnikai megoszlás
Szerbia többnemzetiségű ország, amelynek egyes területein, a szerbek aránya nem éri el az abszolút többséget.
A szerbek a teljes lakosság 83%-át teszik ki (Koszovó nélkül). A hivatalos adatok alapján a magyarok az ország legnagyobb etnikai kisebbsége, és túlnyomórészt az Észak-Vajdaságban koncentrálódnak, de az ország lakosságának csak 2,77 %-át képviselik. A 2011-es népszámlálás szerint a romák összlétszáma 147 ezer fő, de nem hivatalos becslések szerint a tényleges számuk 400 és 500 ezer fő közé esik, így számuk és arányuk meghaladja a magyarokét.
| Legutóbb 2011-ben tartottak hivatalos népszámlálást, de ezek az adatok nem tartalmazzák a nemzetközi felügyelet alatt álló Koszovó lakosságának számát. A 2011-es népszámlálási adatok a nemzetközi felügyelet alatt álló Koszovó tartomány nélkül: \| \| Összesen \| Összesen \| Közép-Szerbia \| Közép-Szerbia \| Belgrád \| Belgrád \| Vajdaság \| Vajdaság \| \| \| összesen \| % \| összesen \| % \| összesen \| % \| összesen \| % \| \| Összesen \| 7 186 862 \| 100 \| 3 595 613 \| 100 \| 1 659 440 \| 100 \| 1 931 809 \| 100 \| \| szerbek \| 5 988 150 \| 83,32 \| 3 193 067 \| 88,80 \| 1 505 448 \| 90,72 \| 1 289 635 \| 66,75 \| \| magyarok \| 253 899 \| 3,53 \| 953 \| 0,02 \| 1810 \| 0,10 \| 251 136 \| 13,00 \| \| bosnyákok \| 145 278 \| 2,02 \| 142 902 \| 3,97 \| 1596 \| 0,09 \| 780 \| 0,04 \| \| romák és sintik \| 147 604 \| 2,05 \| 77 888 \| 2,16 \| 27 325 \| 0,01 \| 42 391 \| 2,19 \| \| jugoszlávok \| 23 303 \| 0,32 \| 3066 \| 0,08 \| 8061 \| 0,48 \| 12 176 \| 0,63 \| \| horvátok \| 57 900 \| 0,80 \| 3115 \| 0,08 \| 7752 \| 0,46 \| 47 033 \| 2,43 \| \| montenegróiak \| 38 527 \| 0,53 \| 6484 \| 0,18 \| 9902 \| 0,59 \| 22 141 \| 1,14 \| \| albánok \| 5809 \| 0,08 \| 2306 \| 0,06 \| 1252 \| 0,07 \| 2251 \| 0,11 \| \| szlovákok \| 52 750 \| 0,73 \| 325 \| 0 \| 2104 \| 0,12 \| 50 321 \| 2,60 \| \| vlachok \| 35 330 \| 0,49 \| 34 978 \| 0,47 \| 182 \| 0,01 \| 170 \| 0 \| \| románok \| 29 332 \| 0,40 \| 2640 \| 0,07 \| 1282 \| 0,07 \| 25 410 \| 1,31 \| \| macedónok \| 22 755 \| 0,31 \| 5393 \| 0,14 \| 6970 \| 0,42 \| 10 392 \| 0,53 \| \| bolgárok \| 18 543 \| 0,25 \| 15 866 \| 0,44 \| 1188 \| 0,07 \| 1489 \| 0,07 \| \| bunyevácok \| 16 706 \| 0,23 \| 65 \| 0 \| 172 \| 0,01 \| 16 469 \| 0,85 \| \| muszlimok (mint nemzetiség) \| 22 301 \| 0,31 \| 14 945 \| 0,41 \| 3996 \| 0,24 \| 3360 \| 0,17 \| \| ruszinok \| 14 246 \| 0,19 \| 73 \| 0 \| 245 \| 0,01 \| 13 928 \| 0,72 \| \| ukránok \| 4903 \| 0,06 \| 283 \| 0 \| 418 \| 0,02 \| 4202 \| 0,21 \| \| szlovének \| 4033 \| 0,05 \| 679 \| 0,01 \| 1539 \| 0,9 \| 1815 \| 0,09 \| \| goraniak (Dél-koszovói szláv muszlimok) \| 7767 \| 0,10 \| 1260 \| 0,03 \| 5328 \| 0,32 \| 1179 \| 0,06 \| \| németek \| 4064 \| 0,05 \| 294 \| 0 \| 498 \| 0,03 \| 3272 \| 0,16 \| \| oroszok \| 3247 \| 0,04 \| 773 \| 0,02 \| 1301 \| 0,07 \| 1173 \| 0,06 \| \| egyéb \| 17 558 \| 0,24 \| 3765 \| 0,10 \| 7083 \| 0,42 \| 6710 \| 0,34 \| \| regionális hovatartozás \| 30 771 \| 0,42 \| 915 \| 0,25 \| 1289 \| 0,07 \| 28 567 \| 1,47 \| \| nem nyilatkozott \| 160 346 \| 2,23 \| 40 357 \| 1,12 \| 38 971 \| 2,34 \| 81 018 \| 4,19 \| \| ismeretlen \| 81 740 \| 1,20 \| 43 221 \| 1,20 \| 23 728 \| 1,42 \| 14 791 \| 0,76 \| |           |          |               |               |           |         |           |          |
| | Összesen  | Összesen | Közép-Szerbia | Közép-Szerbia | Belgrád   | Belgrád | Vajdaság  | Vajdaság |
| | összesen  | %        | összesen      | %             | összesen  | %       | összesen  | %        |
| Összesen | 7 186 862 | 100      | 3 595 613     | 100           | 1 659 440 | 100     | 1 931 809 | 100      |
| szerbek | 5 988 150 | 83,32    | 3 193 067     | 88,80         | 1 505 448 | 90,72   | 1 289 635 | 66,75    |
| magyarok | 253 899   | 3,53     | 953           | 0,02          | 1810      | 0,10    | 251 136   | 13,00    |
| bosnyákok | 145 278   | 2,02     | 142 902       | 3,97          | 1596      | 0,09    | 780       | 0,04     |
| romák és sintik | 147 604   | 2,05     | 77 888        | 2,16          | 27 325    | 0,01    | 42 391    | 2,19     |
| jugoszlávok | 23 303    | 0,32     | 3066          | 0,08          | 8061      | 0,48    | 12 176    | 0,63     |
| horvátok | 57 900    | 0,80     | 3115          | 0,08          | 7752      | 0,46    | 47 033    | 2,43     |
| montenegróiak | 38 527    | 0,53     | 6484          | 0,18          | 9902      | 0,59    | 22 141    | 1,14     |
| albánok | 5809      | 0,08     | 2306          | 0,06          | 1252      | 0,07    | 2251      | 0,11     |
| szlovákok | 52 750    | 0,73     | 325           | 0             | 2104      | 0,12    | 50 321    | 2,60     |
| vlachok | 35 330    | 0,49     | 34 978        | 0,47          | 182       | 0,01    | 170       | 0        |
| románok | 29 332    | 0,40     | 2640          | 0,07          | 1282      | 0,07    | 25 410    | 1,31     |
| macedónok | 22 755    | 0,31     | 5393          | 0,14          | 6970      | 0,42    | 10 392    | 0,53     |
| bolgárok | 18 543    | 0,25     | 15 866        | 0,44          | 1188      | 0,07    | 1489      | 0,07     |
| bunyevácok | 16 706    | 0,23     | 65            | 0             | 172       | 0,01    | 16 469    | 0,85     |
| muszlimok (mint nemzetiség) | 22 301    | 0,31     | 14 945        | 0,41          | 3996      | 0,24    | 3360      | 0,17     |
| ruszinok | 14 246    | 0,19     | 73            | 0             | 245       | 0,01    | 13 928    | 0,72     |
| ukránok | 4903      | 0,06     | 283           | 0             | 418       | 0,02    | 4202      | 0,21     |
| szlovének | 4033      | 0,05     | 679           | 0,01          | 1539      | 0,9     | 1815      | 0,09     |
| goraniak (Dél-koszovói szláv muszlimok) | 7767      | 0,10     | 1260          | 0,03          | 5328      | 0,32    | 1179      | 0,06     |
| németek | 4064      | 0,05     | 294           | 0             | 498       | 0,03    | 3272      | 0,16     |
| oroszok | 3247      | 0,04     | 773           | 0,02          | 1301      | 0,07    | 1173      | 0,06     |
| egyéb | 17 558    | 0,24     | 3765          | 0,10          | 7083      | 0,42    | 6710      | 0,34     |
| regionális hovatartozás | 30 771    | 0,42     | 915           | 0,25          | 1289      | 0,07    | 28 567    | 1,47     |
| nem nyilatkozott | 160 346   | 2,23     | 40 357        | 1,12          | 38 971    | 2,34    | 81 018    | 4,19     |
| ismeretlen | 81 740    | 1,20     | 43 221        | 1,20          | 23 728    | 1,42    | 14 791    | 0,76     |

### Nyelv
A hivatalos nyelv a szerb, amely a lakosság 88%-ának anyanyelve. A szerb az egyetlen európai nyelv, amely cirill és latin ábécét egyaránt használ.
A Vajdaságban a közigazgatási szerb mellett még öt nyelvet használnak (magyar, szlovák, horvát, román és ruszin).

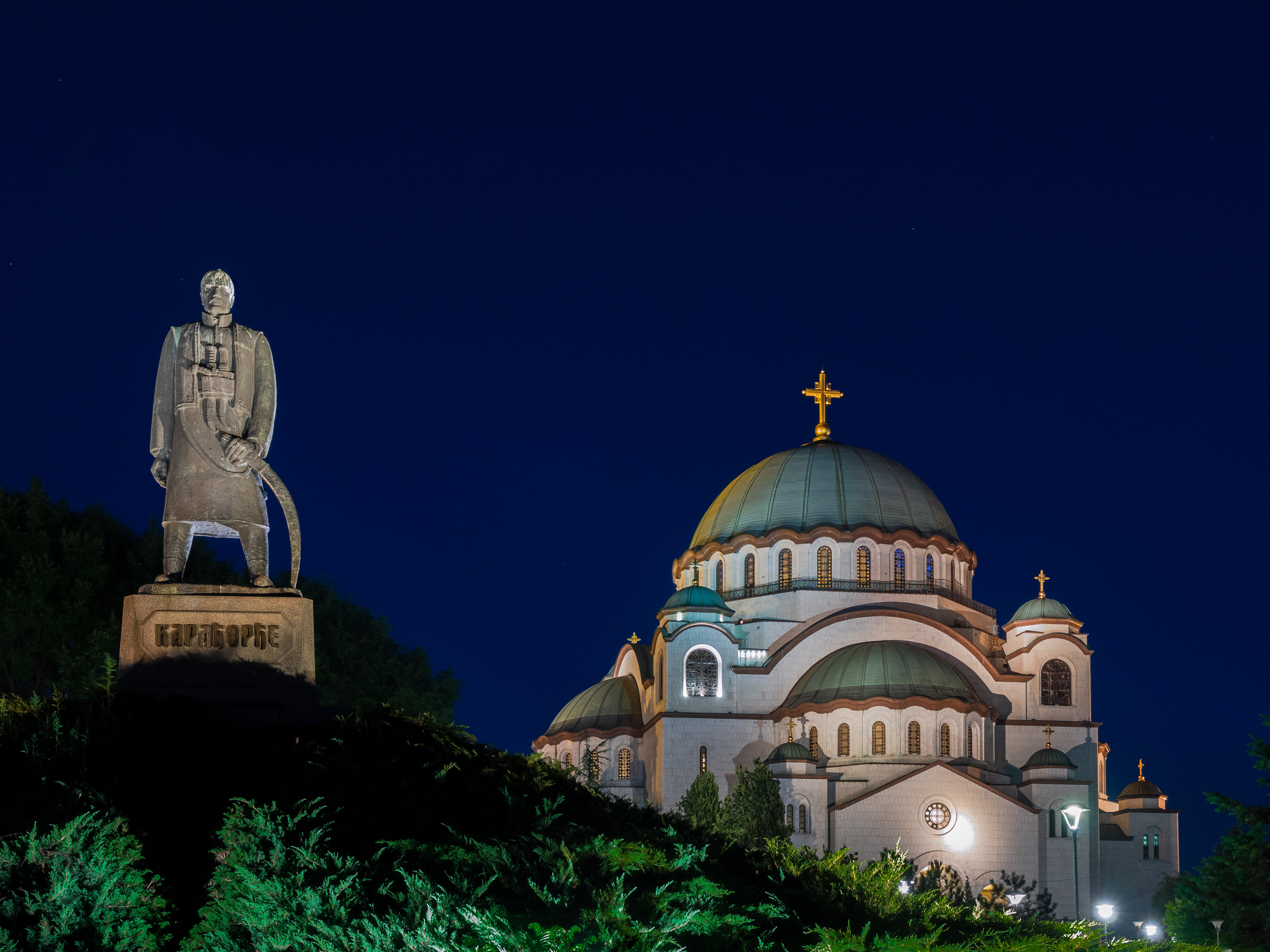
Szent Száva szerb ortodox székesegyház Belgrádban, a világ egyik legnagyobb ortodox temploma

### Vallási megoszlás
Vallás szerinti megoszlás (Koszovó nélkül):
- szerb ortodox: 6 555 931 hívő (84,59%),
- katolikus 356 957 hívő (4,97%),
- muszlim 222 828 hívő (3,1%),
- ateista 80 053 személy (1,11%),
- protestáns 71 284 hívő (0,99%).

### Szerb diaszpórák
| \| Ország \| Hivatalos adat \| Becsült szám \| Megjegyzés \| \| ------------- \| --------------------------------------------------------------------------------------------------------- \| -------------------------------------------------------- \| ----------------------------------------------------------------------------------------------------------------------------------------------------------------------------------------- \| \| Németország \| 272 145 (2017) szerb nemzetiségűek és szerbiai születésű német állampolgárok.[50] \| 580 000 (2007 MoD becsl.) szerb diaszpóra.[51] \| Más források alapján legalább 700 ezer szerb eredetű[52][53] \| \| Ausztria \| 262 072 (2018) szerb nemzetiségűek és szerbiai születésű osztrák állampolgárok.[54] \| 250 000 – 300 000 (2007 MoD becsl.) szerb diaszpóra.[51] \| Min. 300 ezer (becsl.)[55][56] – 320 ezer szerb.[57] Csak Bécsben körülbelül 100 ezer szerb.[58] \| \| Svájc \| 64 490 (2016)[59] \| 120 000 (2007 MoD becsl.) szerb diaszpóra [51] \| 150 000 szerb és montenegrói bevándorló (2000-es becsl.)[60] 200 ezer szerb bevándorló (2008-as becslés).[61] Az etnikai szerbek elsősorban Svájc német ajkú területeire koncentrálódnak. \| \| Svédország \| 83 735 (2016) szerb születésű (Koszovó nélkül), svéd állampolgár.[62] 6 409 (2013) szerb állampolgár [63] \| 75 000 (2007 MoD becsl.) szerb diaszpóra [51] \| \| \| Franciaország \| 116 793 (2011) szerb származású[64][65] \| 120 000 (2007 MoD becsl.) szerb diaszpóra [51] \| \| \| Olaszország \| 39 937 (2017) Szerbiából származó „külföldi állampolgárok” (Koszovó nélkül)[66] \| 50 000 (2007 MoD becsl.) szerb diaszpóra [51] \| \| \| Oroszország \| 29 499 (2015) szerb állampolgár, ideiglenes lakos[67] \| 30 000 (2007 MoD becsl.) szerb diaszpóra [51] \| \| |                                                                                                  |                                                      | |
| Ország | Hivatalos adat                                                                                   | Becsült szám                                         | Megjegyzés |
| Németország | 272 145 (2017) szerb nemzetiségűek és szerbiai születésű német állampolgárok.                    | 580 000 (2007 MoD becsl.) szerb diaszpóra.           | Más források alapján legalább 700 ezer szerb eredetű |
| Ausztria | 262 072 (2018) szerb nemzetiségűek és szerbiai születésű osztrák állampolgárok.                  | 250 000 – 300 000 (2007 MoD becsl.) szerb diaszpóra. | Min. 300 ezer (becsl.) – 320 ezer szerb. Csak Bécsben körülbelül 100 ezer szerb.                                                                                                  |
| Svájc | 64 490 (2016)                                                                                    | 120 000 (2007 MoD becsl.) szerb diaszpóra            | 150 000 szerb és montenegrói bevándorló (2000-es becsl.) 200 ezer szerb bevándorló (2008-as becslés). Az etnikai szerbek elsősorban Svájc német ajkú területeire koncentrálódnak. |
| Svédország | 83 735 (2016) szerb születésű (Koszovó nélkül), svéd állampolgár. 6 409 (2013) szerb állampolgár | 75 000 (2007 MoD becsl.) szerb diaszpóra             | |
| Franciaország | 116 793 (2011) szerb származású                                                                  | 120 000 (2007 MoD becsl.) szerb diaszpóra            | |
| Olaszország | 39 937 (2017) Szerbiából származó „külföldi állampolgárok” (Koszovó nélkül)                      | 50 000 (2007 MoD becsl.) szerb diaszpóra             | |
| Oroszország | 29 499 (2015) szerb állampolgár, ideiglenes lakos                                                | 30 000 (2007 MoD becsl.) szerb diaszpóra             | |

## Gazdaság

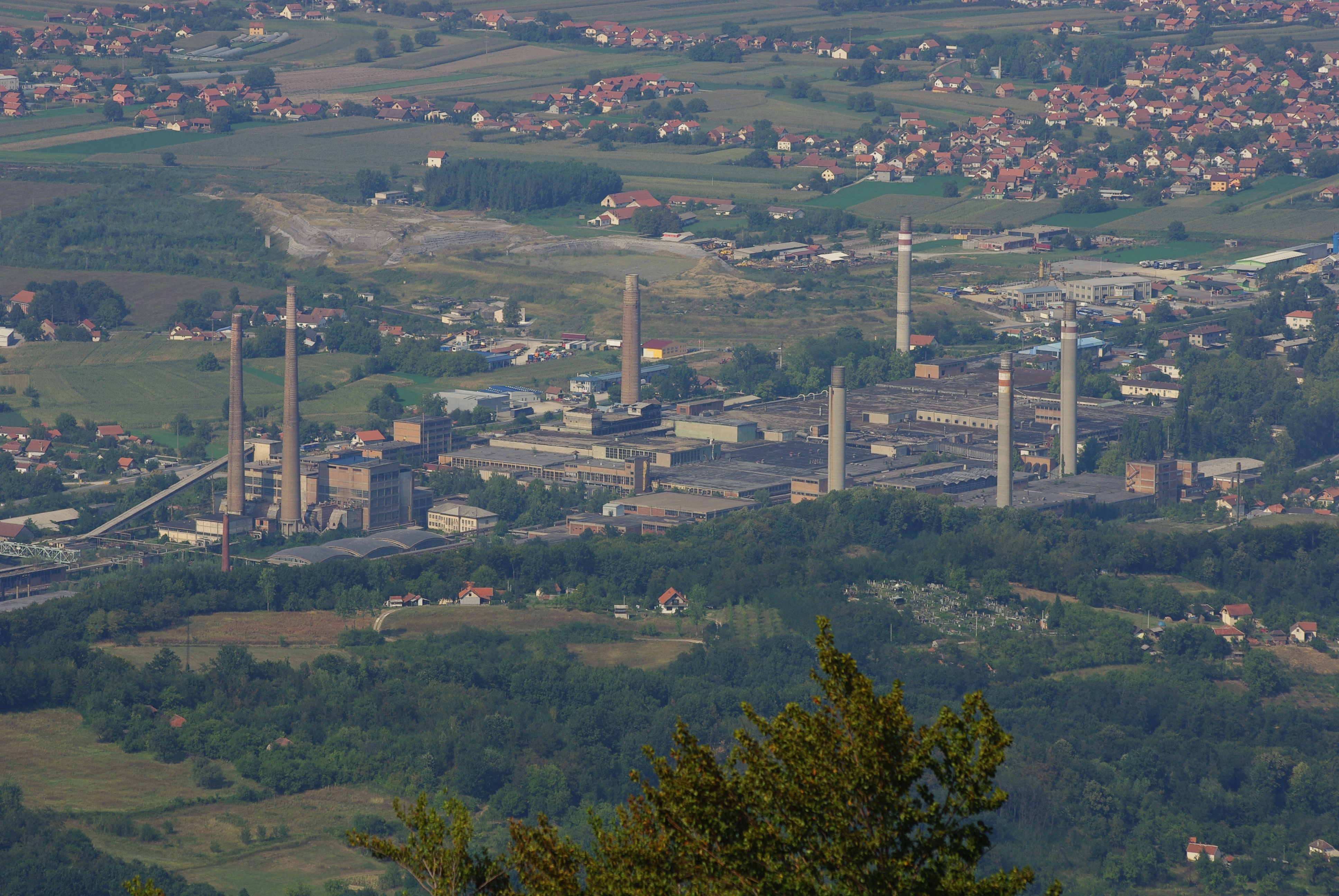
Viskoza textilgyár, Loznica

Az 1991 és 1995 között fennálló háború teljes gazdasági összeomlást eredményezett, ezt pedig növelték 1999-ben a NATO bombázásai és az ENSZ gazdasági szankcióinak köszönhetően Szerbia teljesen elszakadt a világgazdaságtól.
2001-ben a Világbank megszavazott 1,3 milliárd USD-t az ország újjáépítésére.
Az ország az egy főre jutó GDP alapján világszinten a közepes jövedelmű országok felső kategóriájába tartozik. Az emberi fejlettségi indexet tekintve Szerbia 2019-ben a 64. helyet foglalta el a világon, ami lejjebb van, mint a legtöbb európai országé, kivéve Albániát, Bosznia-Hercegovinát, Ukrajnát, Észak-Macedóniát és Moldovát.
Az állami tulajdonú vállalatok továbbra is (2020 táján) számos iparágban jelen vannak, beleértve azokat is, ahol Európában általában elkerülik az állami beavatkozást (pl. bányászat, mezőgazdaság, élelmiszer-feldolgozás és távközlés). A hálózati iparágak és közművek teljes mértékben az állam ellenőrzése alatt állnak. Sok állami vállalat továbbra is kiváltságos piaci státusszal vagy akár egyenesen monopóliummal rendelkezik. A közfeladatot ellátók (amelyek nem mehetnek csődbe, mivel a kormány törvényileg köteles fenntartani szolgáltatásaikat) összesített száma 2019-ben elérte az 549-et.
A szerkezetátalakítás alatt álló vállalatok már jó ideje privatizáción vagy felszámolás alatt állnak, de ez a folyamat nagyon lassú. Gyenge teljesítményük, magas adósságuk és jelentéktelen vagyonuk miatt korlátozott a befektetők érdeklődése irántuk, de a kormány továbbra is támogatja őket politikai támogatás fejében. A privatizáció nem átlátható, sok szerződést elrejtenek a nyilvánosság elől, még akkor is, ha a közérdekű információkért felelős biztos előírta, hogy a jelentéseket közzé kell tenni.
Szerbia 2020 táján továbbra is Európa egyik legszegényebb országa az egy főre jutó GDP-t (PPP) tekintve (→ országok listája GDP (PPP) alapján). A befektetések is alacsonyak a többi átalakuló országhoz képest. 2024-ben az egy főre jutó GDP alapján jóval lemarad a szomszédos EU-államokhoz, Horvátországhoz, Magyarországhoz vagy Romániához képest. A munkanélküliség továbbra is magas, bár az elmúlt években fokozatosan csökkent, 2024 elején még mindig országosan 9 százalékos. A gazdaságot a szolgáltatási szektor uralja, amely 2024 táján a GDP több mint 52 százalékához járul hozzá, és a munkaerő 57 százalékát foglalkoztatja.
| ország / év  | 2019   | 2020   | 2021   | 2022   | 2023   | 2024   |
| ------------ | ------ | ------ | ------ | ------ | ------ | ------ |
| Horvátország | 15 566 | 14 798 | 17 802 | 18 480 | 21 870 | 23 994 |
| Magyarország | 17 003 | 16 356 | 18 991 | 18 556 | 22 302 | 23 272 |
| Románia      | 12 962 | 13 057 | 14 935 | 15 593 | 18 413 | 20 278 |
| Szerbia      | 7 756  | 8 099  | 9 632  | 10 023 | 12 282 | 13 486 |

| ország / év  | 2020   | 2021   | 2022   | 2023   | 2024   | 2025 becslés |
| ------------ | ------ | ------ | ------ | ------ | ------ | ------------ |
| Horvátország | 32 500 | 36 900 | 39 900 | 41 100 | 42 630 | 44 000       |
| Magyarország | 36 100 | 38 900 | 40 700 | 40 400 | 40 700 | 41 000       |
| Románia      | 35 500 | 37 700 | 39 400 | 40 300 | 40 600 | 41 200       |
| Szerbia      | 21 500 | 23 400 | 24 600 | 25 700 | 26 900 | 28 000       |

### Gazdasági ágazatok

#### Mezőgazdaság
Termelési értéke 1990-2003 között 20%-kal csökkent. 
Fontosabb termesztett növények: búza, kukorica, árpa, cukorrépa, burgonya, napraforgó, zab, hagyma, szőlő, paradicsom. Állatállománya (2006-ig) jelentős mértékben csökkent.

#### Ipar
Fontosabb ipari termékek (2003-ban): acél, alumínium, finomított réz, személyautó, hűtőgép, gumiabroncs, cement, cukor.

#### Külkereskedelem
Fő termékek :
- Export: gépjárművek, vas és acél, gumi, ruházat, búza, gyümölcs és zöldség, színesfém, elektromos készülékek, fémtermékek, fegyverek és lőszerek
- Import: gépek és szállítóeszközök, üzemanyag és kenőanyagok, ipari termékek, vegyszerek, élelmiszerek és élő állatok, alapanyagok

Legfőbb kereskedelmi partnerei 2019-ben :
- Export:  Németország 12%,  Olaszország 10%, Bosznia-Hercegovina 7%, Románia 6%, Oroszország 5%
- Import:  Németország 13%,  Oroszország 9%,  Olaszország 8%, Magyarország 6%, Kína 5%, Törökország 5%

### Energiagazdálkodás
Több hőerőmű, vízerőmű található az országban, továbbá 2 kőolajfinomító.
Szerbia gazdag alacsony hőértékű lignitben és vízenergiában, viszont szegényebb kőolajban és földgázban, ami csak a Vajdaságban található. Kőszén nagy mennyiségben található Kelet-Szerbiában. A bányászatban a legfontosabb energiahordozója a barnakőszén. 2003-ban ennek kitermelésében 10. a világon. A szerbiai bányászat nagy része elavult. Ettől függetlenül folyik a kitermelés, mivel Szerbia gazdag kis fémtartalmú ércekben. Szerbiában bányásznak még: vasat, nikkelt, krómot, rezet, ólmot, aranyat, ezüstöt, ónt, bórt, és vörös bauxitot.

### Életszínvonal
2019-ben a lakosság 31,7%-át fenyegette a szegénység vagy a társadalmi kirekesztés, ami jóval magasabb, mint az EU-27 átlaga. 2018-ban összességében a lakosság 7,1%-a élt abszolút szegénységben, vidéken ez az arány lényegesen magasabb. A jövedelmi egyenlőtlenség itt az egyik legmagasabb Európában. A Gini-együttható 33,3 volt 2019-ben, ami alacsonyabb, mint az előző években, de még mindig a legmagasabbak között van Európában. Az előzetes felmérések azt mutatják, hogy a COVID-19 világjárvány súlyosbította az egyenlőtlenségeket, és jelentősen megnövelte a szegénységet, a kirekesztést, a bizonytalanságot és a kiszolgáltatottságot. A becslések szerint különösen nehéz a roma lakosság helyzete.
Bár a kormány 2014 óta több fontos gazdasági és fiskális reformot vezetett be, a lassú gazdasági növekedés komoly probléma a társadalom számára, a jövedelmek nem közelítenek az uniós átlaghoz.

#### Munkanélküliség
A munkanélküliség 2020 táján továbbra is magas, jelentős számú ember dolgozik az árnyékgazdaságban.
| Szerbia hivatalos munkanélküliségi adatai 2019-ben lila 10% alatt, kék 10–15%, narancssárga 15–20%; piros – legalább 20%. 7.5% 6.9% 10.3% 7.8% 7.4% 11.6% 10.5% 8.2% 10.8% 6.4% 12% 11.3% 14.3% 12.1% 13.6% 9.6% 8.8% 7% 19% 13.6% 14.7% 11.8% 12.2% 9.1% 20.8% |

#### Fizetések
A nettó medián fizetés 2020 szeptemberében 45 800 dinár körül volt, a magyarországi fizetéseknél kb. 50%-kal alacsonyabb.
Országosan 2019 végén lásd a kinyitható térképet:
| Nettó havi átlagfizetések 2019. dec.-ben euróra átszámolva lila 500 euró felett, kék – 450 – 500 euró; narancssárga, sárga 400 és 450 euro között, piros – 400 euró alatt. €451 €476 €429 €459 €518 €451 €493 €636 €422 €455 €467 €468 €493 €462 €426 €447 €430 €437 €406 €410 €451 €411 €445 €380 €403 |

## Közlekedés

### Vízi
1716 km hajózható belvízi út található az országban (folyók és hajózható csatornák). A legfontosabb belvízi út a Duna (a Páneurópai VII. folyosó része). Egyéb hajózható folyók közé tartozik a Száva, a Tisza, a Béga és a Temes-folyó.

### Légi
A 2010-es években 39 repülőtér található Szerbiában. Az egyetlen jelentősebb repülőtér a belgrádi Nikola Tesla repülőtér. Ezen kívül megemlítendő Niši nemzetközi repülőtér (amely főként fapados légitársaságokkal foglalkozik) és a moravai repülőtér Dél-Szerbiában.

## Telekommunikáció
| Hívójel prefix | YT-YU |
| ITU zóna       | 28    |
| CQ zóna        | 15    |

## Kultúra

#### Kulturális világörökség
Az UNESCO által elismerten a világ kulturális örökségének része:
- Sztari-Rasz városa és a Szopocsani-kolostor;
- Sztudenica-kolostor;
- Galerius palotája Gamzigrad-Romulianában;
- Stećak középkori sírkövei

## Sport
Tömegsportok Szerbiában: labdarúgás, kosárlabda, kézilabda, vízilabda, tenisz, röplabda.
Belgrádban tartották a 2009-es Univerziádét és a belgrádi maratont.
A legismertebb sportegyesület a JSD Partizan és a SD Crvena zvezda. A legnagyobb sikere Szerbiának a labdarúgás terén 1991-ben volt, amikor Crvena Zvezda az európai kupát megszerezte és az interkontinentális kupát is. 1992-ben Partizan kosárcsapata Európa első helyezettje lett.

### Kosárlabda
Szerbia kosárlabdában 1998-ban és 2002-ben világbajnok lett.
A legismertebb szerb kosárlabdázók Vlade Divać, Zarko Paspalj, Dejan Bodiroga, Aleksandar Djordjević, Predrag Stojaković, Predrag Danilovíć, Dejan Tomasević, Milan Gurović, Milos Teodosić, Bodgan Bogdanović, Miroslav Raduljica, Boban Marjanović, Sasa Obdradović és Nikola Jokić.

### Vízilabda
A vízilabdások 1991-ben, 2005-ben és 2015-ben világbajnokok voltak, 1991-ben, 2001-ben, 2003-ban és 2006-ban pedig európai bajnokok.
- Szerb férfi vízilabda-válogatott

### Kézilabda
- Szerb férfi kézilabda-válogatott
- Szerb női kézilabda-válogatott

### Tenisz
A legismertebb szerb teniszezőnők Ana Ivanović és Jelena Janković, a férfiak közül pedig Novak Đoković.

### Röplabda
A legismertebb szerb férfi és női röplabdázók Ivan Milijković, Nikola Grbić, Brankica Mihajlović, Tijana Bośković

### Labdarúgás
- Szerb labdarúgó-válogatott
- Szerb labdarúgó-bajnokság (első osztály)

### Olimpia
- Szerbia az olimpiai játékokon

## Ünnepek
A Szerb Ortodox Egyház a Julián naptárt használja, ezért az ünnepek két héttel elcsúsznak a Gergely-naptárhoz képest, így a Szenteste január 6-ára, a szilveszter pedig január 13-ára esik. A ortodox Karácsonyt (szerbül Božić) eredetileg kizárólag január 6-án tartották, de manapság már december 25-én, azaz a Gergely-naptár szerint is meg szokták ünnepelni.
A legfontosabb nemzeti ünnep június 28-a Szent Vitus napja (szerbül Vidovdan). 1389-ben ekkor verték meg az első rigómezei csatában a törökök Murád szultán vezetésével a szerbeket, akik ennek következtében elveszítették függetlenségüket.
Az egyik legnagyobb ünnep Szent György napja, melyet évente kétszer is megtartanak. Az első (Đurđevdan) április 24-én (a szerb egyházi naptár alapján május 6-án), a második (Đurđic) november 3-án van (a szerb egyházi naptár alapján november 16-án). Szent Györgyöt leginkább lova hátán ábrázolják, amint lándzsájával éppen ledöfi a bűnt jelképező sárkányt.
Január 27-én ünneplik meg az egyik leghíresebb szentjüket. Ekkor az önálló szerb ortodox egyházi szervezet középkori megalapítójára, Nemanja István fiára, Szent Szávára (Sveti Sava) emlékeznek. Mivel a pogány szerbek többistenhívők voltak, a kereszténység felvétele után a szentek fokozott tiszteletével helyettesítették a régi hit isteneit. Hagyományosan minden családfő választott magának egy védőszentet, aki a családot volt hivatott védelmezni. A patrónus szent ünnepe a Krsna slava (magyarul keresztelő ünnep). A legenda szerint minden család őse az általuk tisztelt szent napján vette fel a kereszténységet, és erre emlékeznek. A védőszent tisztelete apáról fiúra száll, a lánygyermek férjhez menetele után a férj családjának szláváját ünnepli. Minden család minden évben egyszer ünnepli a szlávát, majd az ortodox pap (popa) megszenteli a lakhelyüket, és este vacsorát tartanak. Ilyenkor nemcsak a meghívott vendégek, hanem a hívatlan ismerősök előtt is nyitva áll az ajtó. A vendéget érkezésekor megkínálják slatko-val (sűrű cukorszirupban tartósított gyümölcs), amiből egy kanállal illik enni.
Leggyakoribb védőszentek: Szent Miklós (Sveti Nikola), Szent Demeter (Sveti Dimitrije), Szent Trifun, Szent János (Sveti Jovan) és Szent Száva. Ez utóbbi egyébként a szerb iskolák, továbbá a gyerekek és az ifjúság védőszentje.
1804. február 15-én kezdődött meg a törökök elleni első szerb felkelés, 1835-ben pedig ugyanezen a napon Kragujevácon a szerb nemzetgyűlés elfogadta a Szerb Fejedelemség első alkotmányát. A szerbiai parlament 2001. július 10-én úgy döntött, hogy február 15. legyen az ország államiságának napja.